# رشته‌کوه چیباگالاخ
رشته‌کوه چیباگالاخ (روسی: Чибагала̀хский хребет) یک رشته‌کوه در یاقوتستان کشور روسیه است.